# Echinocyt

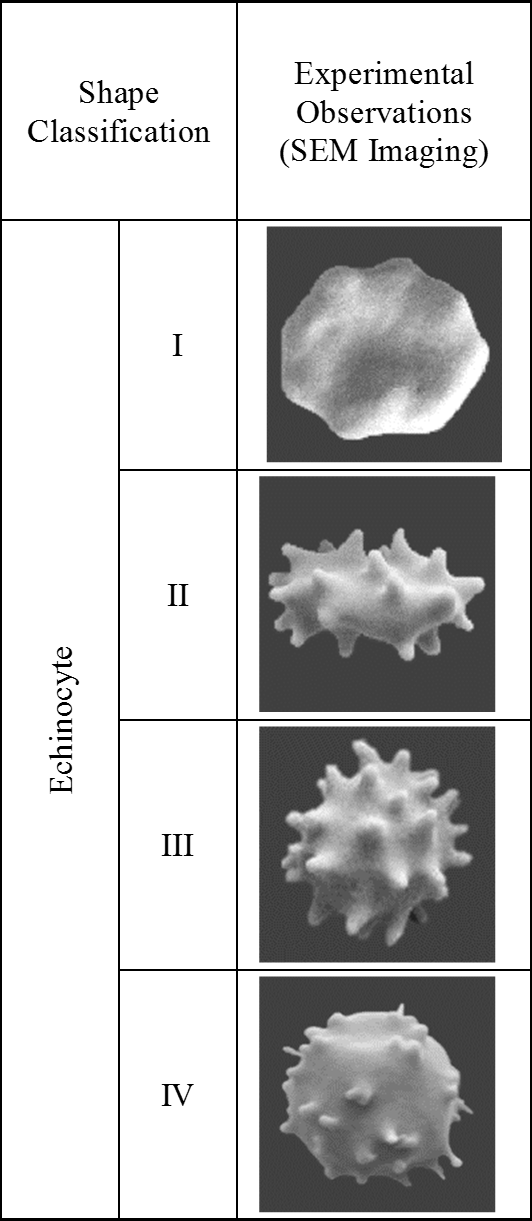
Echinocytklassificatie.

Een echinocyt of burr-cel is een afwijkende rode bloedcel. Er zijn veel redenen voor deze vormveranderingen.
Echinocyten kunnen ontstaan als artefacten door uitdrogings- en krimpprocessen, maar ook door de effecten van hypertone oplossingen, vetzuren of bepaalde medicijnen. Echinocyten kunnen ook ontstaan tijdens de opslag van bloedproducten door de afname van ATP en onder invloed van de vorming van lysolecithine. Ze hebben dan geen diagnostische betekenis.
De normale biconcave vorm van een rode bloedcel kan worden gewijzigd in stomatocyten en echinocyten. Stomatocyten- en echinocytenvormen worden verder gecategoriseerd in subklassen I, II, III en IV, rekening houdend met verschillende stadia van concaviteit en karteling. De nomenclatuur van Bessis wordt algemeen gebruikt om verschillende rode bloedcelvormen te identificeren. De verschillende stadia van een echinocyt kunnen als volgt worden omschreven:
- echinocyt I is een schijf met verschillende golvingen rond de rand;
- echinocyt II is een afgeplat elliptisch lichaam met afgeronde uitsteeksels die min of meer gelijkmatig over het oppervlak zijn verdeeld;
- echinocyt III is een eivormig of bolvormig lichaam met scherpere en talrijkere (30–50) uitsteeksels die gelijkmatig over het oppervlak zijn verdeeld;
- sfero-echinocyt (echinocyt IV) is een bol met kleine scherpe uitsteeksels die nog steeds aan het oppervlak vastzitten .[2]

Ziekten die verband houden met de vorming van echinocyten zijn onder meer leverziekten (vooral in combinatie met nierfalen), fosfaattekort, pyruvaatkinase-tekort, fosfoglyceraatkinase-tekort, aldolase-tekort, decompressieziekte, hemolytisch-uremisch syndroom, abetalipoproteïnemie en brandwonden. Het is ook mogelijk dat ze ontstaan uit andere misvormde rode bloedcelvormen, zoals sferocyten of acanthocyten.